# Conostylis albescens
Conostylis albescens är en enhjärtbladig växtart som beskrevs av Stephen Donald Hopper. Conostylis albescens ingår i släktet Conostylis och familjen Haemodoraceae. Inga underarter finns listade.